# كونواي هيلير أرنولد
كونواي هيلير أرنولد (بالإنجليزية: Conway Hillyer Arnold)‏ هو ضابط أمريكي، ولد في 14 نوفمبر 1848 في نيويورك في الولايات المتحدة، وتوفي بنفس المكان في 16 يوليو 1917.